# Sterben für Beginner
Sterben für Beginner ist ein deutscher Fernsehfilm aus dem Jahr 2024 von Regisseur Christian Klandt mit Edin Hasanović, Max Hubacher und Svenja Jung. Das Drehbuch von Benedikt Gollhardt basiert auf dem Sachbuch The End von Eric Wrede. Die Premiere der Tragikomödie war am 31. August 2024 am Festival des deutschen Films, wo der Film mit dem Publikumspreis ausgezeichnet wurde.

## Handlung
Eric erfährt, dass sein bester Freund Alex einen Hirntumor hat. Karla, die Freundin von Alex, ist schwanger. Nachdem Eric seinen Job als Musikmanager im Streit mit Sophya gekündigt hat, kommt er bei einem Bestattungsunternehmen vorbei, wo im Schaukasten eine freie Stelle beworben wird. Eric stellt sich bei Bestatter Volker Mutz, dessen Nichte Anita ebenfalls im Unternehmen tätig ist, vor und erhält die Stelle auf Probe. Während Eric in seiner Tätigkeit die Aufgabe sieht, den Trauernden zu helfen, versucht Mutz stets, diesen das teuerste Sargmodell zu verkaufen. Neuerungen wie Kreativbestattungen steht er ablehnend gegenüber. 
Der Befund im Krankenhaus ergibt, dass der Hirntumor bösartig und inoperabel ist; Alex soll eine Bestrahlung und Chemotherapie erhalten. Von Eric wünscht er sich, dass er ihn persönlich bestattet. Außerdem hat Karla die Hebamme abgesagt, weil diese nach Neuseeland der Work-Life-Balance wegen auswandern möchte. Eric vermittelt ihr darauf die Hebamme Manuela von der Geburtsstation, die er von einem One-Night-Stand kennt. Alex nimmt ein Video für sein ungeborenes Kind auf. Obwohl ihm Heirat zu spießig war, macht er Karla einen Heiratsantrag und die beiden heiraten. Auf der Hochzeit kommt es zum Streit zwischen den Eltern von Alex, Birgit und Paul Weber, sowie Karla über die Frage, ob Alex in Berlin bestattet werden soll oder bei den Eltern in Landau.
Zwischen Eric und Mutz kommt es ebenfalls zum Streit. Eric meint, es müsse im Unternehmen menschlicher zugehen. Mutz entgegnet darauf, dass er sich mit Monatsende ein Bestattungsunternehmen suchen könne, bei dem es menschlicher zugehe. Alex stirbt schließlich zu Hause im Beisein von Karla, Eric und seinen Eltern. Eric fährt Alex im offenen Sarg mit dem Leichenwagen von Mutz durch Berlin. Die Frage nach dem Bestattungsort ist weiterhin ungeklärt. Die Nacht verbringt Eric im Leichenwagen neben der Leiche von Alex; am nächsten Morgen wird er von einer berittenen Polizistin geweckt, die ihn zum Bestattungsunternehmen begleitet. 
Die Urne mit der Aufschrift Alexander Weber-Lowien wird in Berlin beigesetzt. Eric gräbt diese in der Nacht wieder aus und übergibt sie den Eltern von Alex. Einen Teil der Asche gibt er in einer Flasche an Karla. Eric verspricht, die Urne nach dem Tod der Eltern von Alex wieder abzuholen und die Asche zusammenzuführen. An seinem letzten Probetag eröffnet Mutz Eric, dass die Kunden ihn mochten. Das Institut leitet Mutz seit 45 Jahren und er steht kurz davor, es zu schließen. Obwohl er ihm eine Menge Geld und Nerven gekostet hat, bietet Mutz Eric an, seine Nachfolge anzutreten, da Anita dies nicht möchte. Anita soll bleiben und unkündbar sein, Mutz möchte zehn Prozent von den Einnahmen, außerdem soll eine spätere Bestattung von Mutz nach seinem Willen erfolgen.

## Produktion und Hintergrund
Die Dreharbeiten fanden unter dem Arbeitstitel The End vom 12. September bis zum 12. Oktober 2023 in Berlin statt. Produziert wurde der Film von Producers at Work (Produzenten Tobias Stille und Christian Popp) im Auftrag des ZDF.
Die Kamera führte René Gorski, die Musik schrieb Johannes Repka, die Montage verantwortete Julia Steinke und das Casting Mai Seck. Das Kostümbild gestaltete Elisa Cappell, das Szenenbild Gabriele Wolff, den Ton Magnus Pflüger und die Maske Helen Laitzsch	und Franziska Hüchelheim.

## Veröffentlichung
Premiere war am 31. August 2024 am Festival des deutschen Films, wo der Film mit dem Publikumspreis ausgezeichnet wurde.
Auf ZDF.de wurde der Film am 23. April 2025 veröffentlicht, die Erstausstrahlung im ZDF erfolgte am 5. Mai 2025.

## Rezeption
Heike Hupertz schrieb in der Frankfurter Allgemeine Zeitung, dass der Film zum Mitfühlen einlade, aber nicht nötige und nicht kitschig sei. Er könne uns helfen, bessere Sterbe- und Trauerbegleiter zu sein. Der Cast spiele superb, und die Idee, den Bestatter Eric und nicht das Paar Alex und Karla ins Zentrum des Films zu stellen, funktioniere.
Jan Freitag schrieb auf tagesspiegel.de, dass der Titel Programm sei im Spannungsfeld unserer westlich-industrialisierten Zivilisation, die das Sterben und seine Verwaltung weitestgehend vor den Lebenden verbirgt. Der anrührende Mix aus Familiendrama und Freundschaftsfeier, Milieu- und Gesellschaftsstudie hätte einerseits durchaus mehr Zeit verdient. Andererseits komme er auch in 90 Minuten perfekt auf den Punkt, der da lautet: Pietät kann heilsam sein.
Rainer Tittelbach vergab auf tittelbach.tv  5,5 von 6 Sternen. In dem umsichtig, unaufdringlich und ästhetisch zeitgemäßen Film vom Umgang mit dem Tod mit großartiger Besetzung stehe endlich einmal der gewöhnliche Tod und nicht die medial bevorzugte gewaltsame Variante des Sterbens im Mittelpunkt.
Filmdienst.de bewertete die Produktion mit 3,5 von 5 Sternen und bezeichnete diese als dramatische Komödie mit extrem unterschiedlichen Tonlagen zwischen Lockerheit und Ernst, die ausgezeichnete Darsteller und pointierte Dialoge glaubwürdig in der Balance halten könnten. Bemerkenswert sensibel gelinge auch die unverklärte, aber mit viel Respekt umgesetzte Annäherung an das Thema Tod.
Oliver Armknecht (sieben von zehn Punkte) meinte auf film-rezensionen.de, dass der Film zu einer Entdeckungsreise werde, die vielleicht keine festen Antworten gibt, aber dazu aufmuntere, eigene zu suchen.

## Auszeichnungen und Nominierungen
Festival des deutschen Films 2024
- Auszeichnung mit dem Rheingold Publikumspreis[4]

Biberacher Filmfestspiele 2024
- Auszeichnung mit dem Fernseh-Biber[11]